# Marquesado de Triano
El marquesado de Triano es un título nobiliario español creado el 25 de marzo de 1920, por el rey Alfonso XIII a favor del industrial Víctor Chávarri y Anduiza. El nombre viene de la pequeña cadena montañosa de la zona de Baracaldo conocida como montes de Triano.
Su titular actual es María Chávarri Riestra, bisnieta de Víctor Chávarri y Anduiza.

## Marqueses de Triano
|                        | Titular                   | Periodo                |
| Creación por Felipe IV | Creación por Felipe IV    | Creación por Felipe IV |
| ---------------------- | ------------------------- | ---------------------- |
| I                      | Víctor Chávarri y Anduiza | 1920-1970              |
| II                     | Gabriel Chávarri y Poveda | 1971-2003              |
| III                    | Víctor Chávarri Osma      | 2003-2009              |
| IV                     | María Chávarri Riestra    | 2010-                  |

## Historia de los marqueses de Triano
- Víctor Chávarri y Anduiza  (1888-1970), I marqués de Triano.

Casó en Las Arenas el 20 de octubre de 1910 con Josefa Poveda y Echagüe, familia de Francisco Echagüe y Santoyo. Le sucedió su hijo:
- Gabriel Luis Chávarri y Poveda (1912-2003), II marqués de Triano.[2][3]

Casado en primeras nupcias con María de las Mercedes de Osma y Yohn (1918-), hija de José Domingo de Osma y Cortés, VII conde de Vistaflorida; y en segundas con Mercedes Prado Urquijo (1923-2019), hija de Carlos Prado Mathurin, jugador argentino del Athletic Club, hijo a su vez del musquense indiano Juan Leonardo de Prado Llano. Le sucedió su hijo del primer matrimonio:
- Víctor Chávarri Osma (m. 2009), III marqués de Triano.[4]

Casado en 1971 en la isla de La Toja con María Riestra Pita, hija de Antonio Riestra del Moral, III marqués de Riestra. Le sucedió su hija:
- María Chávarri Riestra (?-), IV marquesa de Triano.[5][6]